# David Montoya
David Fernando Montoya Vélez (Medellín, 14 febbraio 1978) è un ex calciatore colombiano, di ruolo centrocampista.

## Palmarès

### Club

#### Competizioni nazionali
- Campionato colombiano: 1

Ind. Medellín: 2002-II